# El soldado y la muerte
El soldado y la muerte es un cuento de hadas escrito por el folclorista ruso Aleksandr Nikoláyevich Afanásiev (1826-1871). 

## Trama
Es la historia de un soldado que retorna de la guerra y camino a casa se encuentra con tres mendigos con los que compartirá lo último que le queda: tres galletas unos de los mendigos le regala dos objetos mágicos, una baraja y un saco Con estos objetos, consigue librar a un castillo de unos demonios Pero su hijo se pondrá enfermo y, cuando ve que la muerte viene a buscarlo, decide usar el saco para salvarlo, atraparon a la muerte el soldado finalmente comprende que la muerte no puede estar apresada y la deja libre para que cumpla con su misión. Pero asustada, la muerte no quiere volver a ver al soldado y así no le llega la hora de su propia muerte